# Ioan Ursuț
Ioan Ursuț (n.12.09. 1958, Baia Mare, România – d. 20 ianuarie 2012, Gherla, România) a fost un român stabilit în Italia, cunoscut pentru faptul că în timpul celor 20 de ani de închisoare a reușit să evadeze de trei ori din închisori suedeze și o dată dintr-una italiană.
Ursuț, absolvent de facultate, a fugit în 1983 în Italia împreună cu o prietenă. În anul 1984, împreună cu un alt român, Alexandru Vlonga, îl omoară în bătaie în orașul Cuneo de lângă Verona pe Italo Pagnutti, un traficant de țigări de care se pare că au fost înșelați de 20.000 mărci.. Pentru acest lucru va fi condamnat la 18 ani închisoare in absentia. 
În august 1984 fuge din Italia în Suedia (unde cere azil politic, care este respins) împreună cu alți doi români, Ioan Crișan și Alexandru Vlonga. Ioan Crișan este arestat repede, dar Ursuț și Vlonga reușesc să rămână liberi, stabilindu-se la Helsingborg. În 1986 Helsingborg este scena a trei omoruri ale unor români: Alexandru Vlonga este găsit mort (împușcat în ceafă cu un pistol calibru 7,65 mm) în portul Helsingborg, prietena lui Vlonga, Elena Crunicean, care era în Suedia cu viză turistică, este găsită îngropată pa plaja din Råå, iar Constantin Petrișor este și el găsit mort (împușcat în ceafă cu un pistol calibru 7,65 mm) îngropat într-o carieră de piatră din localitatea Örby, la sud de Helsingborg. Ursuț recunoaște la unul din procesele sale că a fost în apartamentul lui Petrișor, la un moment dat chiar recunoaște că l-a omorât pe Petrișor, dar apoi tăgăduiește, și nu va fi niciodată condamnat pentru această omucidere.
În iunie 1986 Ursuț este condamnat la un an și șase luni închisoare pentru posesie ilegală de armă (pistol 7,65 mm) și intenție de jaf, după ce el și un complice au fost opriți de poliție la un control în apropierea unei bănci din localitatea Glumslöv, și în mașina în care se aflau au fost găsite pistolul și niște cagule. 
În decembrie al aceluiași an, este condamnat la doi ani și trei luni închisoare pentru înșelăciune și uz de fals.
Prima evadare are loc în mai 1988, când evadează (în pantaloni scurți) din închisoarea din Norrköping, amenințând gardienii cu un pistol făcut din lemn. Este prins după o zi, după ce o persoană l-a recunoscut și a alertat poliția. 
În septembrie 1989 are loc a doua evadare, cea mai spectaculoasă, (de data asta din închisoarea din orașul Hall), când, uns cu ulei, iese printr-o gaură de 17 cm x 49 cm pe care a făcut-o cu o pânză de fierăstrău pe care și-o duse clandestin în celulă. Reușește să rămână în libertate timp de peste o lună, când este din nou implicat într-o crimă: împușcarea a doi polițiști suedezi (îmbrăcați civil) care merseseră la un restaurant din Stockholm unde Ursuț fusese recunoscut de un client. Polițiștii supraviețuiesc și Ursuț este prins după 10 zile, după ce două femei îl recunosc. Ursuț va fi condamnat la 8 ani închisoare pentru tentativă de omor, iar femeile împart recompensa de 500.000 de coroane.
În decembrie 1990, Ursuț încearcă să evadeze din închisoarea Norrköping. Își pune așternutul de pat în așa fel încât să pară că este culcat, se ascunde într-o debara pe coridor, dar când încearcă să evadeze este descoperit de gardieni și dus înapoi în celulă.
Pe 9 mai 1991 reușește în schimb să evadeze de la penitenciarul din Kumla, împreună cu palestinianul Marten Imandi (condamnat pentru terorism). Este prins după 5 zile când un câine polițist îi adulmecă urma sub un boschet. Ursuț aruncă pușca cu țeava tăiată pe care o avea, și se predă.
În 1994, după ispășirea pedepsei în Suedia, Ursuț este expulzat în Italia, unde era condamnat la 18 ani închisoare pentru omorârea lui Pagnutti.
În decembrie 1995 Ursuț, împreună cu un alt deținut, încearcă să evadeze (prin canalizare) de la închisoarea din Padova, dar sunt prinși.
În ziua de Crăciun 1998, a patra evadare: de data aceasta din închisoarea poreclită Opera din Milano. Metoda: gratii tăiate cu pânză de ferăstrău și cearșafuri legate unul de altul. Este prins din nou.
Din vara anului 2007, când a fost eliberat din închisoare înainte de vreme, locuia la Livorno, unde era angajat la o biserică. 
În ianuarie 2010, a fost arestat la Baia Mare ca suspect în cazul jafului armat din Pasul Gutâi din data de 15 septembrie 2009, împreunǎ cu italianul Massimo Laddo.
În dimineața zilei de 20 ianuarie 2012 a fost găsit spânzurat în grupul sanitar al camerei de deținere din penitenciarul Gherla tocmai în ziua în care urma să aibă loc la Tribunalul Maramureș dezbaterea rezultatelor expertizei ADN privind jaful din Pasul Gutâi.